# Pianet

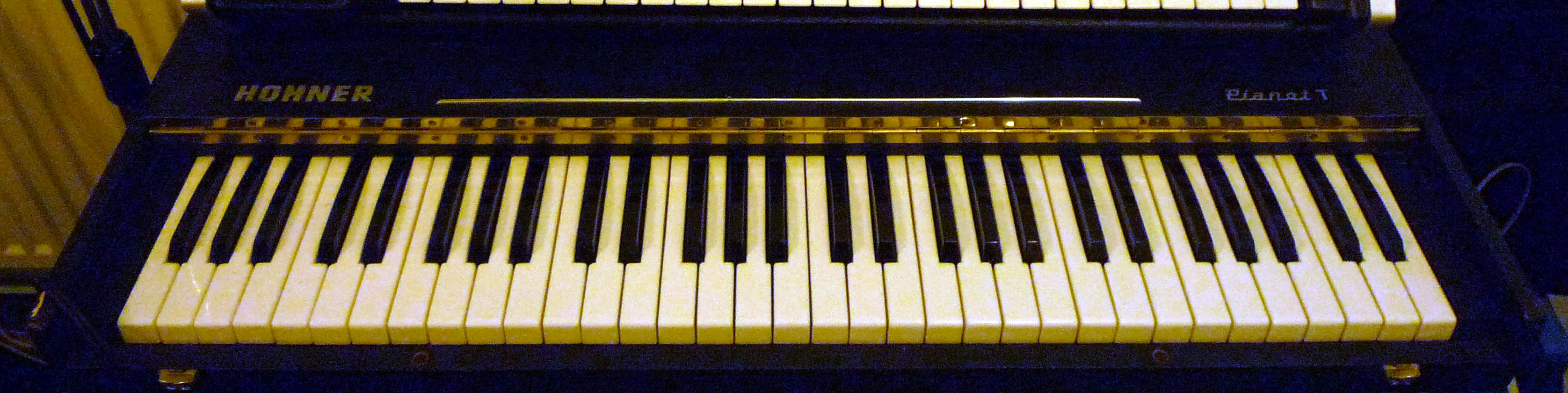
Hohner Pianet T

De Pianet is een toetsinstrument dat werd gemaakt door het Duitse bedrijf Hohner. Het is bedacht door de musicus en ingenieur Ernst Zacharias, die zijn idee waarschijnlijk baseerde op de Vivi-Tone Clavier van Lloyd Loar. In feite is het een soort elektrische piano met metalen tongetjes in plaats van snaren. Het bereikt loopt van F tot e3.

## Werking
Het geluid wordt opgewekt door metalen tongetjes waar aan wordt geplukt door kleefblokjes; stukjes met een kleefstof geïmpregneerd leer op schuimrubber blokjes. Deze kleefblokjes zitten op metalen buisjes die verbonden zijn met de toetsen. In ruststand zit het kleefblokje op het tongetje gekleefd. Als een toets wordt ingedrukt wordt het kleefblokje losgetrokken van het tongetje, waardoor dit laatste in trilling raakt. Via elektrostatische opnemers onder de tongetjes kan het geluid worden versterkt.

## Productie
Vanaf 1962 werden diverse modellen uitgebracht. De eerste modellen waren de Pianet C en Pianet N met kasten en poten van hout. Later kwam de Pianet L uit, die metalen poten had en wat helderder klinkt dan de Pianet C. Het model C heeft verder geen toevoegingen, maar het model N is voorzien van een tremolosysteem, met een schakelaar naast het klavier.
De Pianet werd al snel populair in de lichte muziek van de jaren zestig. Hohner bracht toen een Combo model uit dat speciaal was ontworpen voor gebruik tijdens optredens. De Combo had geen poten en was bedoeld om op een elektronisch orgel of piano te leggen.
In de jaren zeventig kwamen de Pianet M en T op de markt. De schuimrubber kleefblokjes van de eerdere modellen bleken na verloop van tijd uit elkaar te vallen; daarom was nu gekozen voor rubber. En in plaats van elektrostatische opnemers werden nu passieve opnemers gebruikt. Het model M was bedoeld voor thuisgebruik en was voorzien van een houten kast met ingebouwde luidsprekers en een phaser. De Pianet model T (1977) was bedoeld voor gebruik tijdens optredens. Dit model had net als de Combo geen poten en was afgewerkt met zwarte kunststof (Tolex) in plaats van fineer zoals bij de overige modellen.
Later kwam nog de Clavinet Pianet Duo uit, een combinatie van een Pianet en een Clavinet model E7 in één kast.
In het begin van jaren tachtig werd de productie van de Pianet gestaakt. Het instrument maakte in de 21e eeuw echter een wederopstanding door omdat retrogeluid in raakte en doordat de schuimrubber kleefblokjes voor de oude modellen weer leverbaar werden.

## Te horen op
Een Pianet klinkt helderder dan de Rhodes, maar minder fel dan de Wurlitzer. Op diverse hits uit de jaren zestig en zeventig is een Pianet te horen, zoals op She's not there van The Zombies (Pianet C); Louie Louie van Richard Berry (Pianet L); I Am The Walrus en The Night Before van The Beatles (Pianet N); A Girl Named You van Supersister (Pianet N); en Joy to the World van Three Dog Night. Op 2HB, een nummer van het debuutalbum van Roxy Music, bespeelt Bryan Ferry een Pianet N.